# Honmänniskan
Honmänniskan (The Female Man) är en feministisk science fiction-roman författad av Joanna Russ som publicerades för första gången 1975 i USA av Bantam Books. Den utkom i svenskt översättning av Ylva Spångberg på förlaget Replik 1996.
Boken skildrar fyra kvinnor levandes i parallella världar. I mötet med varandra och de olika världarna, och märker hur synen på kön och könat beteende skiljer sig, börjar de reflektera över sina liv och sitt sätt att vara kvinnor.
Boken vann en av tre utdelade Retrospective Tiptree Awards (1996). Den nominerades också till Nebulapriset för bästa roman 1975.